# Dinàmica
La dinàmica és una part de la mecànica clàssica que se centra en les forces i les acceleracions que aquestes produeixen sobre els cossos. En essència és l'estudi de les causes de la cinemàtica dels cossos. Els nom de dinàmica prové de la paraula grega dínamis que significa força. Precisament van ser els grecs els que varen iniciar el camí d'aquesta ciència.
La primera formulació de la mecànica clàssica sol denominar-se mecànica newtoniana. Consisteix en els conceptes físics basats en els treballs fundacionals del segle xvii de Sir Isaac Newton, i els mètodes matemàtics inventats per Gottfried Wilhelm Leibniz, Leonhard Euler , i uns altres descriuen el moviment de cossos sota la influència de força. Posteriorment, Euler, Joseph-Louis Lagrange, William Rowan Hamilton i altres van desenvolupar mètodes basats en l'energia, que van donar lloc a la mecànica analítica, inclosa la mecànica lagrangiana i la mecànica hamiltoniana]. Aquests avenços, realitzats predominantment als segles segle xviii i segle xix, s'estenen substancialment més enllà dels treballs anteriors; s'utilitzen, amb algunes modificacions, a totes les àrees de la física moderna.
Per als objectes regits per la mecànica clàssica, si es coneix l'estat actual amb una precisió absoluta, és possible predir com es mourà en el futur (determinisme) i com s'ha mogut en el passat (reversibilitat); a la pràctica, la precisió absoluta no és possible i la teoria del caos demostra que les prediccions a llarg termini de la mecànica clàssica no són fiables.
La mecànica clàssica proporciona resultats precisos quan s'estudien objectes grans que no són extremadament massius i velocitats que no s'aproximen a la velocitat de la llum. Quan els objectes que s'examinen tenen aproximadament la mida del diàmetre d'un àtom, cal introduir l'altre gran subcamp de la mecànica: mecànica quàntica. Per descriure velocitats que no siguin petites en comparació amb la velocitat de la llum, cal la relativitat especial. Quan els objectes són extremadament massius, s'aplica la relativitat general. No obstant això, algunes fonts modernes inclouen la mecànica relativista en la física clàssica, que en la seva opinió representa la mecànica clàssica en la seva forma més desenvolupada i precisa.

## Càlcul en la dinàmica
A través dels conceptes de desplaçament (mecànic), velocitat i acceleració és possible descriure els moviments d'un cos o objecte sense considerar com han estat produïts, disciplina que es coneix amb el nom de cinemàtica. Per altra banda, la dinàmica és la part de la mecànica que s'encarrega de l'estudi de l'equació de moviment dels cossos sotmesos a l'acció de les forces.
El càlcul dinàmic es basa en el plantejament de l'equació del moviment i la seva integració. Per a problemes molt senzills s'utilitza les equacions de la mecànica newtoniana directament auxiliades per les lleis de conservació.

## Dinàmica de sistemes mecànics
En física hi ha dos tipus importants de sistemes físics: els finits de partícules i els camps. L'evolució en el temps dels primers poden ser descrits per un conjunt finits d'equacions diferencials ordinàries, raó per la qual es diu que tenen un nombre finit de graus de llibertat. En canvi l'evolució en el temps dels camps requereix un conjunt d'equacions complexes.

## Història de la dinàmica
L'estudi del moviment dels cossos és antic, fent de la mecànica clàssica una de les assignatures més antigues i més grans de la ciència, l'enginyeria i la tecnologia. El desenvolupament de la mecànica clàssica va conduir al desenvolupament de moltes àrees de les matemàtiques.:54
Primer el filòsof grec Aristòtil (384-322 aC) afirmava que, per mantenir un cos en moviment rectilini uniforme sobre un pla horitzontal, cal exercir sobre el cos una força constant i que, si aquesta desapareix, el cos s'acaba aturant.
En principi aquesta explicació els sembla correcte, però amb el pas del temps es va comprovar que no ho era. Per desplaçar un cos en una superfície horitzontal, hem d'exercir-hi una força, així com deia Aristòtil.
Però aquestes idees no són aplicables a tots els mòbils. Per exemple sabem que en la caiguda lliure els cossos no es mouen amb un moviment rectilini uniforme, sinó que es tenen un moviment accelerat.
La teoria tampoc és aplicable en el moviment dels astres que tenen un moviment constant i no estan sotmesos a cap força.
Al cap de vint segles el físic i astrònom italià Galileo Galilei (1564-1642), estudiant la caiguda dels cossos i el seu descens en plans inclinats, va superar definitivament les idees d'Aristòtil sobre les forces i el moviment.
La primera explicació causal publicada dels moviments dels planetes va ser Astronomia nova de Johannes Kepler, publicada el 1609. Va concloure, basant-se en les observacions de Tycho Brahe a l'òrbita de Mart, que les òrbites del planeta eren el·lipses. Aquesta ruptura amb el pensament antic estava succeint al mateix temps que Galileo proposava lleis matemàtiques abstractes per al moviment dels objectes. Pot ser que hagi realitzat (o no) el famós experiment de deixar caure dues bales de canó de diferents pesos des de la torre de Pisa, demostrant que totes dues toquen a terra al mateix temps. La realitat d'aquest experiment en particular és discutida, però va dur a terme experiments quantitatius fent rodar boles en un pla inclinat. La seva teoria del moviment accelerat es va derivar dels resultats d'aquests experiments i constitueix una pedra angular de la mecànica clàssica. El 1673 Christiaan Huygens va descriure al seu Horologium Oscillatorium les dues primeres lleis del moviment. L'obra és també el primer tractat modern en què un problema físic (el moviment accelerat d'un cos en caiguda) és idealitzat per un conjunt de paràmetres després s'analitza matemàticament i constitueix un dels treballs fonamentals de matemàtica aplicada.

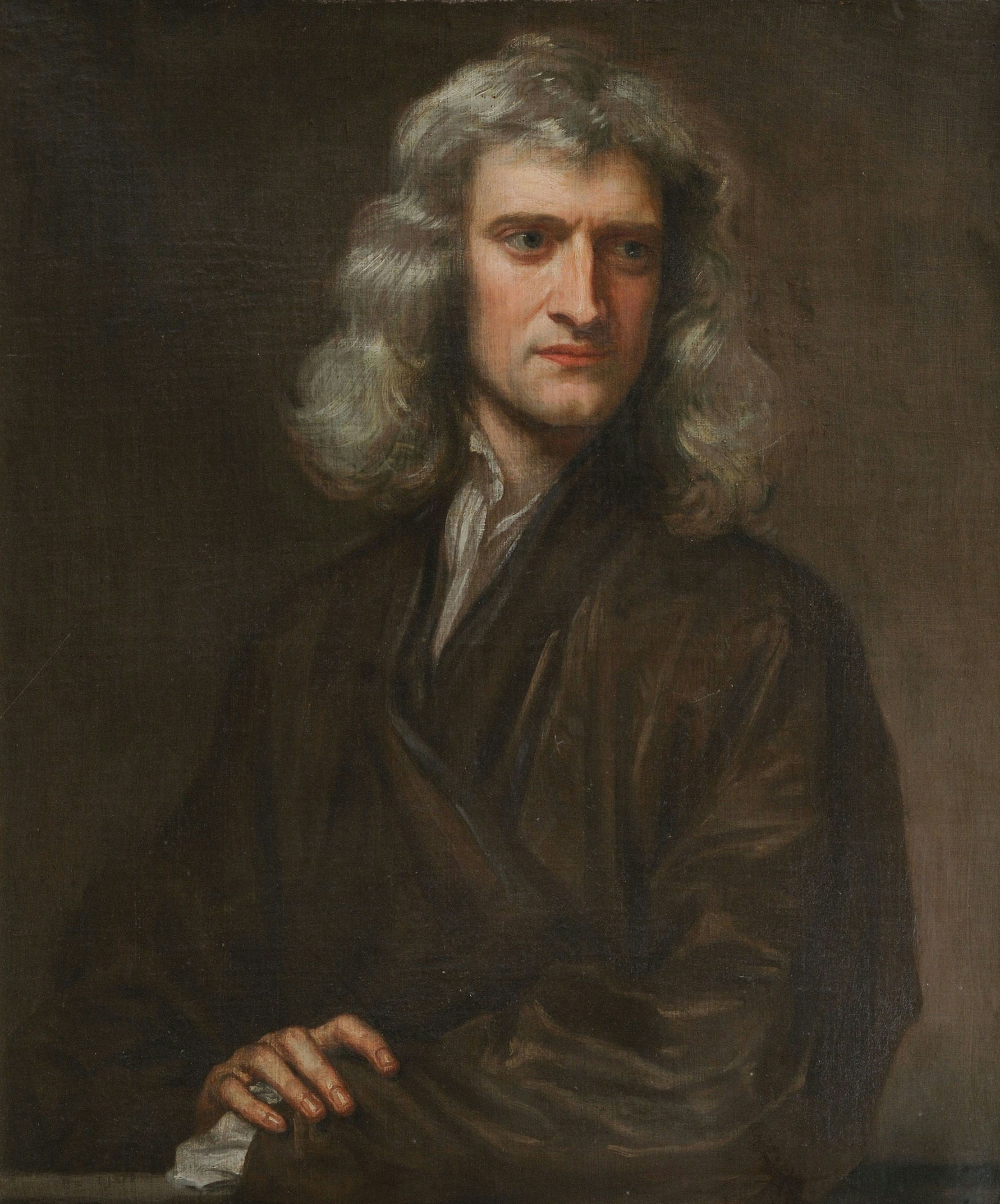
Sir Isaac Newton (1643–1727), una figura influent en la història de la física i les tres lleis del moviment formen la base de la mecànica clàssica

Newton va fundar els seus principis de filosofia natural en tres lleis del moviment proposades: la llei de la inèrcia, la seva segona llei de l'acceleració (esmentada anteriorment) i la llei de l'acció i reacció; i, per tant, va establir les bases de la mecànica clàssica. Tant la segona com la tercera llei de Newton van rebre el tractament científic i matemàtic adequat a la Philosophiæ Naturalis Principia Mathematica de Newton. Aquí es distingeixen dels intents anteriors d'explicar fenòmens similars, que eren incomplets, incorrectes o amb poca expressió matemàtica precisa. Newton també va enunciar els principis de la conservació del moment i el moment angular. En mecànica, Newton també va ser el primer a proporcionar la primera formulació científica i matemàtica correcta de la gravetat a la llei de la gravitació universal de Newton. La combinació de les lleis de moviment i gravitació de Newton proporciona la descripció més completa i precisa de la mecànica clàssica. Va demostrar que aquestes lleis s'apliquen als objectes quotidians així com als objectes celestes. En particular, va obtenir una explicació teòrica de les lleis de Kepler del moviment dels planetes.
Les lleis de Newton expliquen els moviments d'un cos que cau en horitzontal i també d'un cos que cau. De fet, Thomas Bradwardine, el 1328, va presentar a la seva De proportionibus velocidadum in motibus una llei matemàtica que enllaçava la velocitat amb la proporció entre motius a forces de resistència; el seu treball va influir la dinàmica medieval durant dos segles, però, per la qual cosa s'ha anomenat un accident matemàtic en la definició d'«augmentar», el seu treball es va descartar i no se li va donar reconeixement històric al seu dia.

### Relativisme
L'aparició de la teoria de la relativitat (Einstein, 1905) va redefinir les relacions bàsiques d'espai i temps, així com la variació de la massa en funció de la velocitat; qüestió aquesta fonamental per a obtenir la relació d'equivalència general entre massa i energia: E = m c².
Aquesta variació de la massa ocasiona resultats ben diferents entre la dinàmica clàssica i la relativista.

## Conceptes relacionats amb la dinàmica

### Moment d'Inèrcia
El moment d'inèrcia és una magnitud escalar que mesura la dificultat que oposa un sistema a variar el seu estat de rotació respecte a un eix determinat. Les seves unitats en el SI són kg·m² El moment d'inèrcia respecte a un eix O es representa com IO i es defineix:
Per a una massa puntual:
{\displaystyle I_{O}=m\cdot r^{2}}
Per a un sistema de partícules:
{\displaystyle I_{O}=\sum \limits _{i}{m_{i}\cdot {r_{i}}^{2}}}
Per al sòlid rígid:
{\displaystyle I_{O}=\int {r^{2}\ dm}}
on:
- {\displaystyle r\ } és la distància mínima (perpendicular) entre la massa i l'eix O.

### Moment o parell
Parell de forces o parell, també anomenat moment de força o moment és una magnitud vectorial que, en general, és el producte vectorial entre una força i una distància. Informalment, es pot definir com una força rotatòria que produeix moment angular en comptes de quantitat de moviment lineal. La unitat SI pel parell de forces és el newton metre (N*m).
El moment d'una força respecte a un sòlid es determina respecte a un punt O (sovint un centre de rotació o el centre de massa del sòlid). Si el punt O està en la línia d'acció de la força, el moment de força és zero. Altrament el parell o moment és el producte vectorial entre el vector entre el punt O i el punt d'aplicació de la força (o en general, qualsevol punt de la línia d'acció de la força) i el mateix vector força. El resultat serà un vector perpendicular al pla on s'aplica el seu efecte rotatori, el sentit del qual es determina per la regla de la mà dreta: si els dits de la mà dreta es tanquen en la direcció de gir produït pel moment, el polze apuntarà en la direcció del vector que el representa.
{\displaystyle {\vec {M}}={\vec {r}}\times {\vec {F}}}
on
- r és el vector entre el punt O i el punt d'aplicació de la força
- F és la força que actua sobre el sòlid

### Quantitat de moviment lineal
Es representa la quantitat de moviment per la lletra L o per l'abreviació QDM i es defineix com:
{\displaystyle {\vec {L}}=m\cdot {\vec {v}}}
També es pot definir com:
{\displaystyle {\frac {d{\vec {L}}}{dt}}=\sum {F}}
Ja que, per la segona llei de Newton:
{\displaystyle {\frac {d{\vec {L}}}{dt}}={\frac {d\left(m\cdot {\vec {v}}\right)}{dt}}=m\cdot {\frac {d\left({\vec {v}}\right)}{dt}}=m\cdot {\vec {a}}=\sum {F}}
D'aquí podem obtenir que, quan la QDM d'un sistema és constant, les forces que actuen sobre el sistema seran zero (la derivada d'allò constant és sempre 0). Per tant, és una condició d'estàtica d'un sistema, equivalent a dir que el sumatori de forces d'un sistema sigui nul.

### Quantitat de moviment angular
Es representa la quantitat de moviment angular d'una massa respecte a un punt O per HO i es defineix com:
{\displaystyle {\vec {H}}_{O}={\vec {r}}\times {\vec {L}}={\vec {r}}\times m\cdot {\vec {v}}}
on:
- {\displaystyle r\ } és el vector posició que parteix d'O fins a la posició de la massa.

Aquesta definició es fa per tal d'aconseguir una equació paral·lela a l'anterior per als moments:
{\displaystyle {\frac {d{\vec {H}}_{O}}{dt}}=\sum {{\vec {M}}_{O}}}
D'aquí podem obtenir que, quan la QDM d'un sistema és constant, les forces que actuen sobre el sistema seran zero (la derivada d'allò constant és sempre 0). Per tant, és una condició d'estàtica d'un sistema, equivalent a dir que el sumatori de forces d'un sistema sigui nul.

## Dinàmica del sòlid rígid
Per a l'estudi de la dinàmica del sòlid rígid, conegudes les forces que actuen sobre ell, utilitzem una sèrie d'equacions. Per tal d'estudiar el sòlid rígid podem considerar-lo equivalent a un cúmul de diferencials de massa, de manera que el podem tractar similarment a un sistema de partícules.

### 2a llei de Newton
Per a una partícula:
{\displaystyle \sum {\vec {F}}=m\cdot {\vec {a}}}
Per a un sistema de partícules o sòlid rígid:
{\displaystyle \sum {{\vec {F}}_{externes}}={m}_{total}\cdot {\vec {a}}_{CM}}

### Principi de l'impuls
Es defineix com a impuls la variació de la quantitat de moviment en el temps:
{\displaystyle I=\Delta L={{L}_{2}}-{{L}_{1}}}
A partir de la definició de la força com la derivada de la QDM podem obtenir:
{\displaystyle F={\frac {d{\vec {L}}}{dt}}\Rightarrow \int \limits _{{t}_{1}}^{{t}_{2}}{F\,dt}=\int \limits _{{L}_{1}}^{{L}_{2}}{d{\vec {L}}}={{L}_{2}}-{{L}_{1}}=\Delta L\Rightarrow \int \limits _{{t}_{1}}^{{t}_{2}}{F\,dt}=I}
Si la força és constant en el temps surt fora de la integral i queda:
{\displaystyle I=F\int \limits _{{t}_{1}}^{{t}_{2}}{\,dt}=F\cdot \Delta t}
Aquestes expressions són útils, ja que relacionen directament les forces que actuen sobre un cos i la seva velocitat. S'utilitzen especialment quan tenim una força que per les seves característiques predomina sobre les altres, especialment si és difícil de mesurar la seva magnitud. Podrem mesurar-la indirectament estudiant la variació de la QDM que produeix. Aquesta tècnica s'utilitza especialment en l'estudi de xocs, impactes i col·lisions.
Per a sistemes de partícules i sòlid rígid, obtenim la següent expressió de manera similar a com hem obtingut la segona llei de Newton:
{\displaystyle L=m_{T}\cdot v_{CM}}